# Roma jezik
Roma jezik (ISO 639-3: rmm; romang), jedan od dva kisarska jezika šire skupine luang-kisar, austronezijska porodica, kojim govori 1 700 ljudi (1991 SIL) u selu Jerusu na otoku Roma pred sjevernom obalom Timora u Indoneziji.
Zajedno s jezikom kisar [kje] koji se govori na Kisaru čini kisarsku podskupinu, nazivanu i kisar-roma.

## Vanjske poveznice
- Ethnologue (14th)
- Ethnologue (15th)